# Elecciones al Parlamento de Galicia de 2020

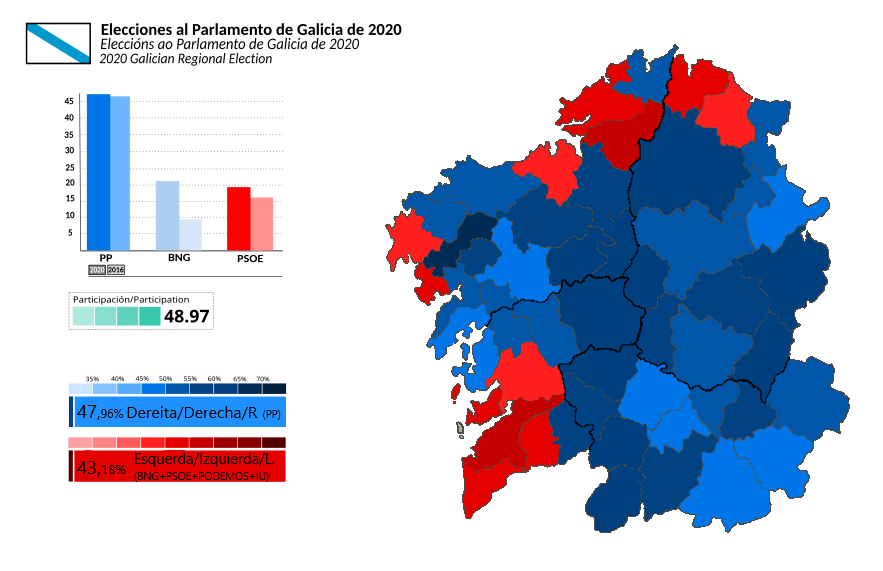
Bloque ideológico mas votado por comarca.

Las elecciones al Parlamento de Galicia de 2020 se celebraron el 12 de julio de 2020, para elegir a los 75 diputados de la XI legislatura de Galicia. Ese mismo día se celebraron también elecciones al Parlamento Vasco.
Las elecciones fueron convocadas inicialmente para el 5 de abril de 2020, pero el 16 de marzo de 2020, el presidente de la Junta, Alberto Nuñez Feijóo anunció, en el contexto de la crisis provocada por el coronavirus en España, haber llegado a un acuerdo con los principales partidos de la comunidad para posponer la celebración de los comicios. Finalmente las elecciones se celebraron el 12 de julio de 2020, a pesar de la oposición del resto de partidos con representación en el Parlamento de Galicia.

## Antecedentes
La moción de censura de 2018 provocó la caída del entonces presidente Mariano Rajoy, de ascendencia gallega y del PP, y la elección de Pedro Sánchez, del PSOE. Tras ocho meses complicados, en los que el PSOE tuvo que dirigir un gobierno minoritario muy precario, Sánchez convocó elecciones generales el 28 de abril de 2019. En ellas, el Partido Popular (PP) perdió el primer puesto en Galicia por primera vez en su historia, tras haber estado ganando todas los comicios anteriores –locales, autonómicos, generales y europeos– desde su inicio en 1989.
En las elecciones municipales ganó el PPdG y al Parlamento Europeo ganó el PSOE. Ambas se celebraron el 26 de mayo. Gracias a sus buenos resultados y a los pactos posteriores, estas elecciones auparon a la federación gallega del PSOE, el Partido Socialista de Galicia (PSdeG), a la alcaldía de cinco de las siete principales ciudades gallegas. En Pontevedra ganó el BNG; en La Coruña, Ferrol y Lugo ganó el PP; y en Santiago de Compostela, Orense y Vigo ganó el PSdeG. En esta última ciudad se produjo una gran derrota para el PP, al obtener un 13% de los votos, mientras que el alcalde titular, Abel Caballero, cosechó un 67% para el PSdeG. Gracias a las alianzas con partidos nacionalistas y de izquierdas el PSOE gobierna en La Coruña, Ferrol, Lugo, Santiago de Compostela y Vigo. El BNG gobierna en Pontevedra gracias a un acuerdo con el PSdG y Democracia Ourensana gobierna en Orense gracias a un pacto con el PP. El PPdG, a pesar de ser el partido más votado en tres ciudades gallegas, no gobierna en ninguna de ellas, debido a los pactos de izquierdas.
Las victorias electorales de 2019, en las generales de abril y en las europeas, alimentaron la posibilidad de que el PSdeG volviera al gobierno de la Junta bajo el liderazgo de Gonzalo Caballero.
Tras las elecciones generales de España de noviembre de 2019 el PP obtuvo un 31% de los votos y 10 escaños, lo que hizo que ganase en toda Galicia y en las provincias de La Coruña, Orense y Lugo. Debido a la buena gestión de la crisis sanitaria del Covid-19, el Partido Popular de Galicia, según las encuestas, revalidaría el gobierno de la Junta.
Al mismo tiempo, el espacio político de la coalición En Marea se rompió tras grandes disputas internas. A finales de 2018, una crisis relacionada con la elección de un nuevo líder del partido desembocó en una división entre un sector oficialista, formado por los partidos miembros fundadores de En Marea (Podemos, Anova y Esquerda Unida), y un sector crítico, formado por los miembros que apoyaban al juez Luis Villares. En las elecciones internas del 24 de diciembre de 2018, Villares fue aupado como nuevo líder de En Marea, en medio de acusaciones de fraude electoral. Dada esta situación, se oficializó la ruptura de ambos sectores, haciendo que Podemos, Anova y EU abandonaran En Marea, calificándolo como un proyecto político "fallido". 
Mientras Anova declinó presentarse a las elecciones nacionales, Podemos y Esquerda Unida comunicaron su concurrencia a las elecciones generales, tanto las de abril como las de noviembre, con la marca En Común–Unidas Podemos, formando el subgrupo Galicia en Común dentro del Grupo Parlamentario Confederal de Unidas Podemos en el Congreso de los Diputados. En septiembre de 2019, los diputados de Podemos, Anova y EU formaron el Grupo Común da Esquerda en el Parlamento de Galicia, obligando a los continuistas de En Marea a formar parte del Grupo Mixto.

### Coronavirus
Las elecciones se celebraron en el contexto de la pandemia de COVID-19 en España, que obligó a retrasar la fecha de celebración de las mismas debido al estado de alarma decretado por el Gobierno de España. La pandemia provocó que la votación se llevara a cabo con estrictas medidas de seguridad sanitaria, tales como el uso obligatorio de mascarilla, la distancia de seguridad o evitar entregar físicamente el DNI. Además, el Gobierno gallego prohibió votar a las personas que hubieran tenido una prueba PCR positiva al virus en los últimos 14 días, por lo que alrededor de 250 personas infectadas no pudieron ejercer su derecho al voto. Sin embargo, juristas vieron inconstitucional la prohibición, que impidió ejercer un derecho fundamental establecido en el artículo 23 de la Constitución española, prohibición que ni siquiera existe en los estados de alarma, excepción o sitio.

## Sistema electoral
Las elecciones al Parlamento de Galicia reparten un total de 75 escaños y se aplica un régimen electoral basado en cuatro aspectos:
- Circunscripción provincial plurinominal.
- Sistema D'Hondt, como sistema de reparto de escaños.
- Barrera electoral provincial del 5% de los votos válidos (suma de votos a candidatura y votos en blanco).
- Lista electoral cerrada y bloqueada cumpliendo la proporción de dos personas de cada sexo por cada cinco puestos.

La ley electoral autonómica establece que el reparto de los 75 escaños entre las provincias se realiza asegurando un mínimo de diez escaños por provincia y posteriormente se reparten los escaños proporcionalmente a la población. El reparto de escaños resulta ser el siguiente:

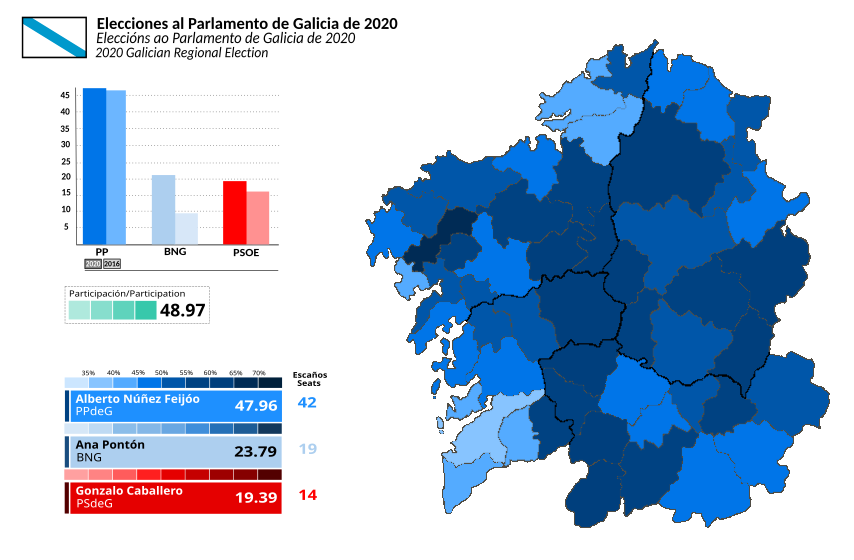
Partido mas votado por comarca

| Galicia 2 708 339 hab. 75 escaños | Prov. | La Coruña  | Pontevedra | Lugo       | Orense     |
| Galicia 2 708 339 hab. 75 escaños | Pob.  | 1 121 484  | 940 927    | 331 507    | 309 372    |
| Galicia 2 708 339 hab. 75 escaños | Esc.  | 25 escaños | 22 escaños | 14 escaños | 14 escaños |
| Galicia 2 708 339 hab. 75 escaños | h/e.  | 44 859 h/e | 42 769 h/e | 23 679 h/e | 22 098 h/e |

## Candidaturas
A continuación, se muestra una lista de los principales partidos y alianzas electorales que concurren a las elecciones, ordenados de mayor a menor número de escaños en la legislatura previa a la convocatoria de elecciones. Los partidos y alianzas que conforman el gobierno en el momento de las elecciones están sombreados en verde claro, al igual que los candidatos que presentan dichos partidos y alianzas y que tienen una posición relevante en el gabinete.
| Candidatura | Candidatura                             | Integrantes                                 | Candidato/a | Candidato/a                       | Ideología | Escaños |
| ----------- | --------------------------------------- | ------------------------------------------- | ----------- | --------------------------------- | --- | ------- |
|             | Partido Popular                         | PPdeG                                       |             | Alberto Nuñez Feijoó (Presidente) | Centroderecha Ver listaCentro político Monarquismo Consevadurismo | 41      |
|             | Partido dos Socialistas de Galicia-PSOE | PSdeG-PSOE                                  |             | Gonzalo Caballero                 | Centroizquierda Ver listaSocialdemocracia Progresismo Galleguismo Feminismo Autonomismo                                                                                               | 14      |
|             | Galicia en Común                        | Podemos Esquerda Unida Anova Mareas locales |             | Antón Gómez-Reino                 | Izquierda Ver listaSocialismo democrático Progresismo Galleguismo Federalismo Democracia participativa Populismo de izquierda Plurinacionalismo Soberanismo Anticapitalismo Feminismo | 9       |
|             | Bloque Nacionalista Galego              | BNG                                         |             | Ana Pontón                        | Izquierda Ver listaNacionalismo gallego Independentismo gallego Socialismo Comunismo Democracia directa Marxismo                                                                      | 6       |
|             | Marea Galeguista                        | En Marea CxG Partido Galeguista             |             | Pancho Casal                      | Centroizquierda Ver listaSocialdemocracia Progresismo Galleguismo Federalismo Nacionalismo gallego Ecologismo Europeismo                                                              | 5       |

## Encuestas
| Medio y fecha                                  | Encuestadora                                                       |                             |            |            |         |         |        |       |         | Dif. |   |   |      |
| ---------------------------------------------- | ------------------------------------------------------------------ | --------------------------- | ---------- | ---------- | ------- | ------- | ------ | ----- | ------- | ---- | - | - | ---- |
| Medio y fecha                                  | Encuestadora                                                       | El Mundo 6 de julio de 2020 | Sigma dos  | 48,1 41    | 19,6 16 | 19,2 14 | 8,4 4  | 2,0 0 | 1,0 0   | Dif. | — | — | 28,5 |
| La Razón 6 de julio de 2020                    | NC Report                                                          | 48,1 41-42                  | 20,4 16-18 | 17,0 13    | 6,8 3   | 2,4 0   | 2,0 0  | —     | —       | 27,7 |   |   |      |
| Eldiario.es 6 de julio de 2020                 | Celeste-Tel                                                        | 47,4 41-42                  | 21,4 16-17 | 16,3 13    | 7,4 4   | 2,6 0   | 1,8 0  | 1,3 0 | —       | 26,0 |   |   |      |
| esdiario.com 6 de julio de 2020                | Demoscopia/Servicios                                               | 48,5 42                     | 20,5 16    | 18,1 13    | 7,5 4   | 1,4 0   | 0,7 0  | 0,9 0 | —       | 28,0 |   |   |      |
| La Voz de Galicia 5 de julio de 2020           | Sondaxe                                                            | 48,4 42                     | 18,1 14    | 17,9 13    | 9,2 6   | 1,3 0   | 0,6 0  | 2,5 0 | —       | 30,3 |   |   |      |
| ABC 5 de julio de 2020                         | GAD3                                                               | 49,9 43                     | 20,9 16    | 18,6 14    | 4,9 2   | —       | —      | —     | —       | 29,0 |   |   |      |
| El País 5 de julio de 2020                     | 40dB                                                               | 47,5 39-43                  | 19,7 15-16 | 18,4 13-15 | 8,0 4-5 | 1,2 0   | 0,8 0  | 1,2 0 | —       | 27,8 |   |   |      |
| Faro de Vigo 5 de julio de 2020                | GESOP                                                              | 48,5 41-43                  | 20,4 15-17 | 18,7 14-17 | 5,0 2   | 0,9 0   | 0,2 0  | 0,5 0 | —       | 28,1 |   |   |      |
| La Voz de Galicia 3 de julio de 2020           | Sondaxe                                                            | 47,7 42                     | 17,8 14    | 16,4 13    | 9,7 6   | —       | —      | —     | —       | 29,9 |   |   |      |
| Electopanel 3 de julio de 2020                 | Electomanía Archivado el 3 de julio de 2020 en Wayback Machine.    | 47,9 42                     | 20,3 16    | 16,8 13    | 7,5 4   | 2,3 0   | 2,1 0  | 1,5 0 | —       | 27,6 |   |   |      |
| La Razón 29 de junio de 2020                   | NC Report                                                          | 46,3 40-41                  | 22,3 18-19 | 15,9 11-12 | 7,8 5-6 | 2,9 0   | 1,7 0  | 1,5 0 | —       | 24,0 |   |   |      |
| Antena 3 27 de junio de 2020                   | Sigma dos                                                          | 48,3 40-42                  | 23,1 17-19 | 17,0 12-13 | 6,4 4   | 2,0 0   | 1,1 0  | —     | —       | 25,2 |   |   |      |
| La Voz de Galicia 27 de junio de 2020          | Sondaxe                                                            | 47,5 42                     | 19,0 14    | 17,3 13    | 10,2 6  | —       | —      | —     | —       | 28,5 |   |   |      |
| Electopanel 26 de junio de 2020                | Electomanía Archivado el 27 de junio de 2020 en Wayback Machine.   | 47,4 42                     | 21,2 16    | 16,0 13    | 8,0 4   | 2,6 0   | 1,9 0  | 1,2 0 | —       | 26,2 |   |   |      |
| CIS 24 de junio de 2020                        | CIS                                                                | 46,0 40-42                  | 19,5 16-18 | 16,8 12-14 | 7,2 4-6 | 1,4 0   | 2,2 0  | 2,9 0 | —       | 26,5 |   |   |      |
| La Voz de Galicia 21 de junio de 2020          | Sondaxe                                                            | 47,1 40                     | 20,6 16    | 14,4 11    | 10,5 8  | —       | —      | —     | —       | 26,5 |   |   |      |
| Electopanel 19 de junio de 2020                | Electomanía Archivado el 23 de junio de 2020 en Wayback Machine.   | 45,8 41                     | 22,8 19    | 16,0 11    | 8,0 4   | 2,9 0   | 1,9 0  | 0,9 0 | —       | 23,0 |   |   |      |
| Electopanel 12 de junio de 2020                | Electomanía Archivado el 12 de junio de 2020 en Wayback Machine.   | 47,4 43                     | 21,7 17    | 15,5 11    | 8,3 4   | 3,0 0   | 1,2 0  | 1,2 0 | —       | 25,7 |   |   |      |
| Publico.es 11 de junio de 2020                 | Key Data                                                           | 46,6 40                     | 21,7 18    | 15,4 11    | 8,4 6   | 2,0 0   | 1,0 0  | —     | —       | 24,9 |   |   |      |
| La Región 7 de junio de 2020                   | Infortecnica                                                       | ? 40-43                     | ? 21-23    | ? 8-10     | ? 2-4   | ? 0     | ? 0    | ? 0   | —       | ?    |   |   |      |
| La Voz de Galicia 7 de junio de 2020           | Sondaxe                                                            | 46,2 40                     | 22,6 17    | 15,1 12    | 9,6 6   | 1,7 0   | 2,4 0  | 2,2 0 | —       | 23,6 |   |   |      |
| Eldiario.es 3 de junio de 2020                 | Celeste-Tel                                                        | 45,8 38-39                  | 23,2 19-20 | 14,6 11    | 9,3 6   | 2,9 0   | 1,5 0  | —     | —       | 22,6 |   |   |      |
| ABC 1 de junio de 2020                         | GAD3                                                               | 48,5 42-43                  | 21,6 16-19 | 15,7 11-13 | 6,6 2-4 | 2,5 0   | 1,5 0  | —     | —       | 26,9 |   |   |      |
| La Razón 25 de mayo de 2020                    | NC Report                                                          | 46,2 39-40                  | 22,8 18-19 | 15,9 11    | 7,6 6   | 3,5 0   | 1,2 0  | —     | —       | 23,4 |   |   |      |
| Electopanel 17 de mayo de 2020                 | Electomanía                                                        | 48,0 41                     | 22,6 19    | 15,3 11    | 8,4 4   | 3,1 0   | 0,8 0  | —     | —       | 25,4 |   |   |      |
| La Razón 10 de abril de 2020                   | NC Report                                                          | 44,2 37-38                  | 24,3 20-21 | 14,9 11    | 7,4 5-6 | 4,9 0-1 | —      | —     | —       | 19,9 |   |   |      |
| Electopanel 5 de abril de 2020                 | Electomanía Archivado el 7 de abril de 2020 en Wayback Machine.    | 48,9 44                     | 20,9 16    | 15,9 11    | 8,9 4   | 2,4 0   | 1,2 0  | —     | —       | 28   |   |   |      |
| Electopanel 9 de marzo de 2020                 | Electomanía                                                        | 44,0 38                     | 23,4 19    | 17,1 13    | 8,5 5   | 3,6 0   | 1,2 0  | —     | —       | 20,6 |   |   |      |
| El Mundo 9 de marzo de 2020                    | Sigma dos                                                          | 45,9 38-40                  | 24,1 19-21 | 17,5 12-13 | 6,9 3-5 | 1,8 0   | 1,3 0  | —     | —       | 21,8 |   |   |      |
| ABC 9 de marzo de 2020                         | GAD3                                                               | 44,7 38-40                  | 23,2 18-20 | 18,3 13-14 | 7,0 3-4 | 2,5 0   | 1,9 0  | —     | —       | 21,5 |   |   |      |
| La Razón 6 de marzo de 2020                    | NC Report                                                          | 43,7 37                     | 24,7 20-21 | 15,1 11    | 7,9 6   | 4,8 0-1 | —      | —     | —       | 19   |   |   |      |
| Eldiario.es 4 de marzo de 2020                 | Celeste-Tel                                                        | 43,9 36-38                  | 25,2 20-22 | 12,6 9     | 11,1 8  | 2,9 0   | 1,3 0  | —     | —       | 18,7 |   |   |      |
| Electopanel 2 de marzo de 2020                 | Electomanía Archivado el 2 de marzo de 2020 en Wayback Machine.    | 44,9 39                     | 23,4 19    | 16,6 12    | 8,6 5   | 3,7 0   | —      | —     | —       | 21,5 |   |   |      |
| El Español 2 de marzo de 2020                  | SocioMétrica                                                       | 43,4 37-38                  | 22,3 19-20 | 13,9 9     | 10,2 8  | 4,9 1   | —      | —     | —       | 21,1 |   |   |      |
| Antena3 1 de marzo de 2020                     | Sigma dos                                                          | 45,9 37-39                  | 24,4 18-20 | 19,0 14    | 7,3 3-6 | 2,4 0   | 0,7 0  | —     | —       | 21,5 |   |   |      |
| Público 26 de febrero de 2020                  | Key Data                                                           | 44,7 38                     | 24,3 19    | 15,8 11    | 8,0 7   | 4,0 0   | 1,1 0  | —     | —       | 20,4 |   |   |      |
| Electopanel 23 de febrero de 2020              | Electomanía                                                        | 44,2 38                     | 24,0 19    | 16,4 13    | 9,3 5   | 4,3 0   | ? 0    | —     | —       | 20,2 |   |   |      |
| La Razón 23 de febrero de 2020                 | NC Report                                                          | 45,1 38-39                  | 28,4 20-21 | 15,0 11    | 7,1 5   | 4,6 0   | 1,0 0  | —     | —       | 16,7 |   |   |      |
| ABC 17 de febrero de 2020                      | GAD3                                                               | 46,9 41                     | 26,2 21    | 14,7 11    | 5,2 2   | 2,9 0   | 1,7 0  | —     | —       | 20,7 |   |   |      |
| El Confidencial 12 de febrero de 2020          | Metroscopia                                                        | 46,6 39                     | 20,1 16    | 18,5 14    | 8,4 6   | 2,7 0   | 1,1 0  | —     | 0,0 0   | 26,5 |   |   |      |
| Electopanel 11 de febrero de 2020              | Electomanía Archivado el 12 de febrero de 2020 en Wayback Machine. | 41,1 37                     | 22,4 19    | 15,4 11    | 9,2 7   | 5,3 1   | 2,7 0  | —     | 1,6 0   | 18,7 |   |   |      |
| Electopanel 31 de diciembre de 2019            | Electomanía Archivado el 12 de febrero de 2020 en Wayback Machine. | ? 36                        | ? 19       | ? 11       | ? 5     | ? 4     | ? 0    | —     | ? 0     | ?    |   |   |      |
| 2019                                           |                                                                    |                             |            |            |         |         |        |       |         |      |   |   |      |
| Generales II 10 de noviembre de 2019           | Generales II 10 de noviembre de 2019                               | 31,9 10                     | 31,3 10    | 8,1 1      | 12,7 2  | 7,8 0   | 4,4 0  | —     | —       | 0,6  |   |   |      |
| 26 de mayo de 2019                             | Locales                                                            | 33,4                        | 32,8       | 12,9       | 4,8     | <1,9    | 3,0    | —     | —       | 0,6  |   |   |      |
| 26 de mayo de 2019                             | Europeas                                                           | 29,8 28                     | 35,1 32    | 11,8 8     | 8,1 5   | 2,6 0   | 6,7 5  | —     | 1,1 0   | 5,3  |   |   |      |
| Generales I 28 de abril de 2019                | Generales I 28 de abril de 2019                                    | 27,4 9                      | 32,1 10    | 5,7 0      | 14,5 2  | 5,3 0   | 11,2 2 | —     | 1,1 0   | 4,7  |   |   |      |
|                                                |                                                                    |                             |            |            |         |         |        |       |         |      |   |   |      |
| Parlamento de Galicia 25 de septiembre de 2016 | Parlamento de Galicia 25 de septiembre de 2016                     | 47,6 41                     | 17,9 14    | 8,3 6      | —       | —       | 3,4 0  | —     | 19,1 14 | 29,7 |   |   |      |
|                                                |                                                                    |                             |            |            |         |         |        |       |         |      |   |   |      |

## Jornada electoral

### Participación
|  | 19,42 % |

|  | 15,01 % |

|  | 42,97 % |

|  | 42,49 % |

## Resultados
Los resultados fueron sorprendentes, todas las encuestas mostraban un panorama parecido al de 2016, con la caída leve del PP y una debacle de las fuerzas de izquierda en torno a Podemos. Pero, todo esto resultó en la desaparición de este último grupo del parlamento y la formación Marea Galeguista consiguió menos de 3000 votos. También sorprendió el gran sorpaso del BNG, los sondeos anunciaban una subida pero sin adelantar al PSOE. Finalmente, consiguieron llegar a segunda fuerza, consiguiendo sus mejores resultados desde 1997. Vox, pese a hacer una campaña activa para entrar, ni siquiera lo consiguió. Ciudadanos-Partido de la Ciudadanía empeoró sus resultados del 2016.
| Elecciones al Parlamento Gallego de 2020 | Elecciones al Parlamento Gallego de 2020                        | Elecciones al Parlamento Gallego de 2020 | Elecciones al Parlamento Gallego de 2020 | Elecciones al Parlamento Gallego de 2020 | Elecciones al Parlamento Gallego de 2020 | Elecciones al Parlamento Gallego de 2020 | Elecciones al Parlamento Gallego de 2020 |
| Candidatura                              | Candidatura                                                     | Sufragios                                | Sufragios                                | Sufragios                                | Sufragios                                | Escaños                                  | Escaños                                  |
| Candidatura                              | Candidatura                                                     | Votos                                    | %                                        | ± votos                                  | ± pp                                     | Dip.                                     |                                          |
| ---------------------------------------- | --------------------------------------------------------------- | ---------------------------------------- | ---------------------------------------- | ---------------------------------------- | ---------------------------------------- | ---------------------------------------- | ---------------------------------------- |
|                                          | Partido Popular de Galicia (PPdeG)                              | 627 762                                  | 47,96                                    | −56 968                                  | +0,42                                    | 42                                       | 1                                        |
|                                          | Bloque Nacionalista Galego (BNG)                                | 311 340                                  | 23,79                                    | +190 691                                 | +15,47                                   | 19                                       | 13                                       |
|                                          | Partido dos Socialistas de Galicia-PSOE (PSdeG-PSOE)            | 253 750                                  | 19,39                                    | −3 844                                   | +1,51                                    | 14                                       | Sin cambios                              |
|                                          |                                                                 |                                          |                                          |                                          |                                          |                                          |                                          |
|                                          | Galicia en Común–Anova–Mareas (Podemos–EU–Anova)                | 51 630                                   | 3,94                                     | Nuevo                                    | Nuevo                                    | 0                                        | 0                                        |
|                                          | Vox (Vox)                                                       | 26 797                                   | 2,05                                     | Nuevo                                    | Nuevo                                    | 0                                        | 0                                        |
|                                          | Ciudadanos-Partido de la Ciudadanía (Cs)                        | 9840                                     | 0,75                                     | −38 834                                  | −2,63                                    | 0                                        | 0                                        |
|                                          | Partido Animalista Contra el Maltrato Animal (PACMA)            | 6057                                     | 0,46                                     | −9 080                                   | −0,60                                    | 0                                        | 0                                        |
|                                          | Marea Galeguista (EM-CxG-PGD)                                   | 2883                                     | 0,22                                     | Nuevo                                    | Nuevo                                    | 0                                        | 0                                        |
|                                          | Recortes Cero-Espazo Común-Os Verdes-Municipales (R0-ESCO-LV-M) | 1835                                     | 0,14                                     | −489                                     | −0,02                                    | 0                                        | 0                                        |
|                                          | EQUO Galicia (EQUO)                                             | 956                                      | 0,07                                     | Nuevo                                    | Nuevo                                    | 0                                        | 0                                        |
|                                          | Partido Comunista dos Traballadores de Galiza (PCTG)            | 896                                      | 0,07                                     | Nuevo                                    | Nuevo                                    | 0                                        | 0                                        |
|                                          | Por un Mundo Más Justo (PUM+J)                                  | 813                                      | 0,06                                     | Nuevo                                    | Nuevo                                    | 0                                        | 0                                        |
|                                          | Escaños en Blanco (EB)                                          | 559                                      | 0,04                                     | −557                                     | −0,04                                    | 0                                        | 0                                        |
|                                          | Acción Democrática Ciudadanos de Galicia (ADCG)                 | 559                                      | 0,04                                     | −98                                      | −0,01                                    | 0                                        | 0                                        |
|                                          | UNIDOS por el Futuro! (SI-UDP-DEf)                              | 533                                      | 0,04                                     | +232                                     | +0,02                                    | 0                                        | 0                                        |
|                                          | Partido Libertario (P-LIB)                                      | 312                                      | 0,02                                     | +98                                      | +0,01                                    | 0                                        | 0                                        |
|                                          | CCD-Partido de los Autónomos y Profesionales (CCD-AU.TO.NO.MO.) | 266                                      | 0,02                                     | Nuevo                                    | Nuevo                                    | 0                                        | 0                                        |
|                                          | Unión Progreso y Democracia (UPyD)                              | 230                                      | 0,02                                     | Nuevo                                    | Nuevo                                    | 0                                        | 0                                        |
|                                          | Contigo Somos Democracia (CONTIGO)                              | 117                                      | 0,01                                     | Nuevo                                    | Nuevo                                    | 0                                        | 0                                        |
|                                          | Converxencia 21 (C21)                                           | 40                                       | 0,01                                     | −455                                     | −0,02                                    | 0                                        | 0                                        |
| Votos en blanco                          | Votos en blanco                                                 | 11 722                                   | 0,90                                     | −2 315                                   | −0,08                                    | n/a                                      | n/a                                      |
| Votos válidos                            | Votos válidos                                                   | 1 302 952                                | 99,05                                    | −131 466                                 | n/a                                      | 75                                       | 75                                       |
| Votos nulos                              | Votos nulos                                                     | 12 558                                   | 0,95                                     | −1 986                                   | −0,05                                    | n/a                                      | n/a                                      |
| Votantes                                 | Votantes                                                        | 1 315 510                                | 58,88                                    | Participación: · \| \| 58,88 % \| 5,25%  | Participación: · \| \| 58,88 % \| 5,25%  | Participación: · \| \| 58,88 % \| 5,25%  | Participación: · \| \| 58,88 % \| 5,25%  |
| Abstención                               | Abstención                                                      | 918 799                                  | 41,12                                    | Participación: · \| \| 58,88 % \| 5,25%  | Participación: · \| \| 58,88 % \| 5,25%  | Participación: · \| \| 58,88 % \| 5,25%  | Participación: · \| \| 58,88 % \| 5,25%  |
| Electores                                | Electores                                                       | 2 699 505                                | n/a                                      | Participación: · \| \| 58,88 % \| 5,25%  | Participación: · \| \| 58,88 % \| 5,25%  | Participación: · \| \| 58,88 % \| 5,25%  | Participación: · \| \| 58,88 % \| 5,25%  |
|                                          | 58,88 %                                                         |                                          |                                          |                                          |                                          |                                          |                                          |

### Resultados por provincias
| Candidatura | Candidatura | Galicia | Galicia | Galicia | Galicia     |         | La Coruña | La Coruña | La Coruña   | La Coruña | Pontevedra | Pontevedra | Pontevedra  | Pontevedra | Lugo  | Lugo | Lugo        | Lugo   | Orense | Orense | Orense      | Orense |
| Candidatura | Candidatura | Votos   | %       | Esc.    | Crecimiento | Votos   | %         | Esc.      | Crecimiento | Votos     | %          | Esc.       | Crecimiento | Votos      | %     | Esc. | Crecimiento | Votos  | %      | Esc.   | Crecimiento |        |
| ----------- | ----------- | ------- | ------- | ------- | ----------- | ------- | --------- | --------- | ----------- | --------- | ---------- | ---------- | ----------- | ---------- | ----- | ---- | ----------- | ------ | ------ | ------ | ----------- | ------ |
|             | PPdeG       | 625 182 | 47.98   | 42      | 1           | 262 378 | 49.17     | 14        | 1           | 191 165   | 42.38      | 11         | Sin cambios | 89 125     | 54.69 | 9    | 1           | 82 514 | 53.13  | 8      | 1           |        |
|             | BNG         | 310 137 | 23.80   | 19      | 13          | 132 659 | 24.86     | 7         | 5           | 111 405   | 24.70      | 6          | 4           | 35 095     | 21.54 | 3    | 2           | 30 978 | 19.95  | 3      | 2           |        |
|             | PSdeG-PSOE  | 252 537 | 19.38   | 14      | Sin cambios | 89 285  | 16.73     | 4         | 1           | 104 296   | 23.12      | 5          | 1           | 28 373     | 17.41 | 2    | 1           | 30 583 | 19.69  | 3      | 1           |        |

## Diputados electos
| ← Elecciones al Parlamento de Galicia de 2020 → Diputados electos | | | | |
| Candidatura                                                       | La Coruña | Lugo | Orense | Pontevedra |
| PPdeG (42 diputados)                                              | - María Ángeles Vázquez Mejuto - Diego Calvo Pouso - Martín Fernández Prado - José Manuel Rey Varela - Ethel María Vázquez Mourelle - Miguel Ángel Tellado Filgueira - Pedro Puy Fraga - Fabiola García Martínez - Rosa María Quintana Carballo - Álvaro Pérez López - Borja Verea Fraiz - Paula Prado del Río - Carmen María Pomar Tojo - Ovidio Rodeiro Tato | - María Elena Candia López - Francisco José Conde López - Cristina Sanz Arias - Raquel Arias Rodríguez - José Manuel Balseiro Orol - Ramón Carballo Páez - Sandra Vázquez Domínguez - María Encarnación Amigo Díaz - Daniel Vega Pérez | - María Sol Díaz Mouteira - Miguel Ángel Santalices Vieira - José González Vázquez - Marta Nóvoa Iglesias - Antonio Rodríguez Miranda - Noelia Pérez López - Gabriel Alén Castro - José Antonio Armada Pérez | - Alberto Núñez Feijoo - María Corina Porro Martínez - Alfonso Rueda Valenzuela - Jesús Vázquez Almuiña - María Guadalupe Murillo Solís - Román Rodríguez González - Valeriano Martínez García - José Manuel Cores Tourís - Marta María Fernández-Tapias Núñez - María Elena Suárez Sarmiento - Alberto Pazos Couñago |
| BNG (19 diputados)                                                | - Ana Pontón Mondelo - Xosé Luis Rivas Cruz - Mercedes Queixas Zas - Rosana Pérez Fernández - Ramón Fernández Alfonzo - Daniel Pérez López - Iria Carreira Pazos | - Olalla Rodil Fernández - Daniel Castro García - María del Carmen Aira Díaz | - Noa Presas Bergantiños - Iago Tabarés Pérez Piñeiro - María González Albert | - Xosé Luís Bará Torres - María Monserrat Prado Cores - Alexandra Fernández Gómez - Manuel Antonio Lourenzo Sobral - María do Carme González Iglesias - Paulo Ríos Santomé |
| PSdeG-PSOE (14 diputados)                                         | - Pablo Arangüena Fernández - Noa Susana Díaz Varela - Martín Seco García - Matilde Begoña Rodríguez Rumbo | - Patricia Otero Rodríguez - Luis Manuel Álvarez Martínez | - Marina Ortega Otero - Juan Carlos Francisco Rivera - María del Carmen Rodríguez Dacosta | - Gonzalo Caballero Míguez - María Isaura Abelairas Rodríguez - Paloma Castro Rey - Julio Torrado Quintela - María Leticia Gallego Sanromán |

## Investidura del presidente de la Junta de Galicia
| Candidato                    | Fecha                                                       | Voto       |    |    |    | Total |
| ---------------------------- | ----------------------------------------------------------- | ---------- | -- | -- | -- | ----- |
| Alberto Núñez Feijoo (PPdeG) | 3 de septiembre de 2020 Mayoría requerida: Absoluta (38/75) | Sí         | 42 |    |    | 42/75 |
| Alberto Núñez Feijoo (PPdeG) | 3 de septiembre de 2020 Mayoría requerida: Absoluta (38/75) | No         |    | 19 | 14 | 33/75 |
| Alberto Núñez Feijoo (PPdeG) | 3 de septiembre de 2020 Mayoría requerida: Absoluta (38/75) | Abstención |    |    |    | 0/75  |
| Alberto Núñez Feijoo (PPdeG) | 3 de septiembre de 2020 Mayoría requerida: Absoluta (38/75) | Ausencia   |    |    |    | 0/75  |

| Candidato             | Fecha                                                  | Voto       |    |    |    | Total |
| --------------------- | ------------------------------------------------------ | ---------- | -- | -- | -- | ----- |
| Alfonso Rueda (PPdeG) | 12 de mayo de 2022 Mayoría requerida: Absoluta (38/75) | Sí         | 41 |    |    | 41/75 |
| Alfonso Rueda (PPdeG) | 12 de mayo de 2022 Mayoría requerida: Absoluta (38/75) | No         |    | 19 | 14 | 33/75 |
| Alfonso Rueda (PPdeG) | 12 de mayo de 2022 Mayoría requerida: Absoluta (38/75) | Abstención |    |    |    | 0/75  |
| Alfonso Rueda (PPdeG) | 12 de mayo de 2022 Mayoría requerida: Absoluta (38/75) | Ausencia   | 1  |    |    | 1/75  |